# Грин (округ, Пенсильвания)
Грин (англ. Greene County) — округ в США, штате Пенсильвания. Официально образован 9 февраля 1796 года. По состоянию на 2010 год, численность населения составляла 38 686 человек. Получил своё название в честь американского генерала Натаниэля Грина.

## География
По данным Бюро переписи США, общая площадь округа равняется 1 497 км², из которых 1 492 км² суша и 5 км² или 0,36 % это водоёмы.

### Соседние округа
- Вашингтон (Пенсильвания) — север
- Фейетт (Пенсильвания) — восток
- Мононгейлия (Западная Виргиния) — юг
- Уэтзел (Западная Виргиния) — юго-запад
- Маршалл (Западная Виргиния) — запад

## Демография
По данным переписи населения 2000 года в округе проживает 38 686 жителей в составе 14 724 домашних хозяйств и 9 970 семей. Плотность населения составляет 25,9 человека на км². На территории округа насчитывается 16 678 жилых строений, при плотности застройки 11 строений на км². Расовый состав населения: белые — 94,6 %, афроамериканцы — 3,3 %, коренные американцы (индейцы) — 0,2 %, азиаты — 0,3 %, гавайцы — 0,0 %, представители других рас — 0,7 %, представители двух или более рас — 1,0 %. Испаноязычные составляли 1,2 % населения.
В составе 29,3 % из общего числа домашних хозяйств проживают дети в возрасте до 18 лет, 51,5 % домашних хозяйств представляют собой супружеские пары проживающие вместе, 10,9 % домашних хозяйств представляют собой одиноких женщин без супруга, 32,3 % домашних хозяйств не имеют отношения к семьям, 27,0 % домашних хозяйств состоят из одного человека, 11,7 % домашних хозяйств состоят из престарелых (65 лет и старше), проживающих в одиночестве. Средний размер домашнего хозяйства составляет 2,42 человека, и средний размер семьи 2,91 человека.
Возрастной состав округа: 19,9 % моложе 18 лет, 9,9 % от 18 до 24, 25,5 % от 25 до 44, 29,3 % от 45 до 64 и 15,3 % от 65 и старше. Средний возраст жителя округа 41,1 года. На каждые 100 женщин приходится 106,2 мужчин. На каждые 100 женщин старше 18 лет приходится 105,6 мужчин.